# نلچینا (آلاسکا)
نلچینا (به انگلیسی: Nelchina) شهری در ناحیه سرشماری والدز-کوردووا، آلاسکا ایالت آلاسکا است که جمعیت آن در سرشماری سال ۲۰۰۰ میلادی ۷۱ نفر بوده‌است.